# Ste-Madeleine (Aix-en-Provence)

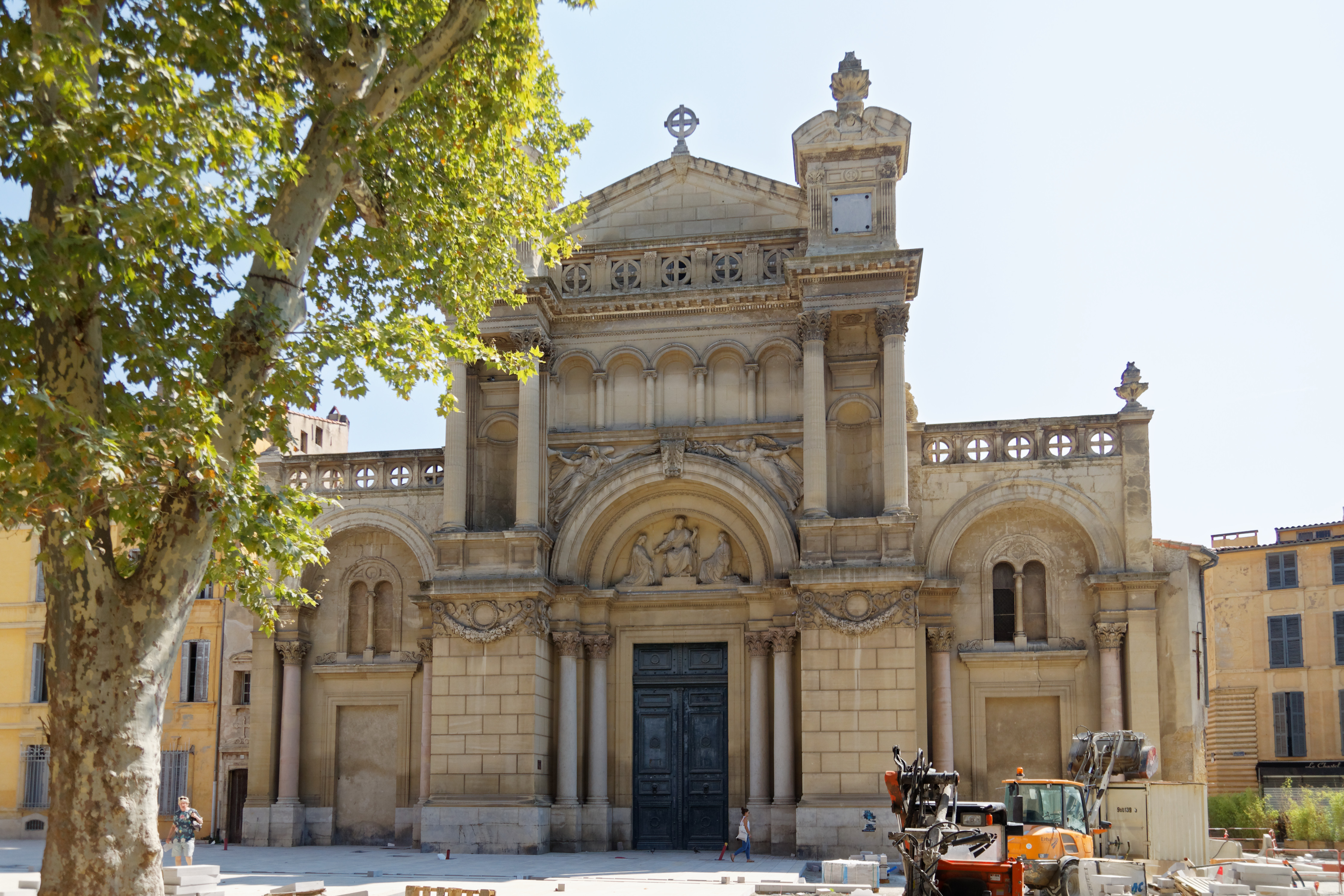
Fassade der Magdalenenkirche in Aix-en-Provence.

Ste-Madeleine ist eine Magdalenenkirche im südfranzösischen Aix-en-Provence. Sie befindet sich in der Altstadt am Place des Prêcheurs und gehörte früher zu einem Dominikanerkloster. Die Kirche ist vor allem als Aufstellungsort für das Triptychon Verkündigung von Aix bekannt.
Das Gebäude der barocken Kirche wurde um 1700 unter Einbeziehung gotischer Elemente errichtet. Die Kirchenfassade entstand erst im 19. Jahrhundert.
1839 wurde Paul Cézanne in der Kirche getauft.

## Kunstwerke

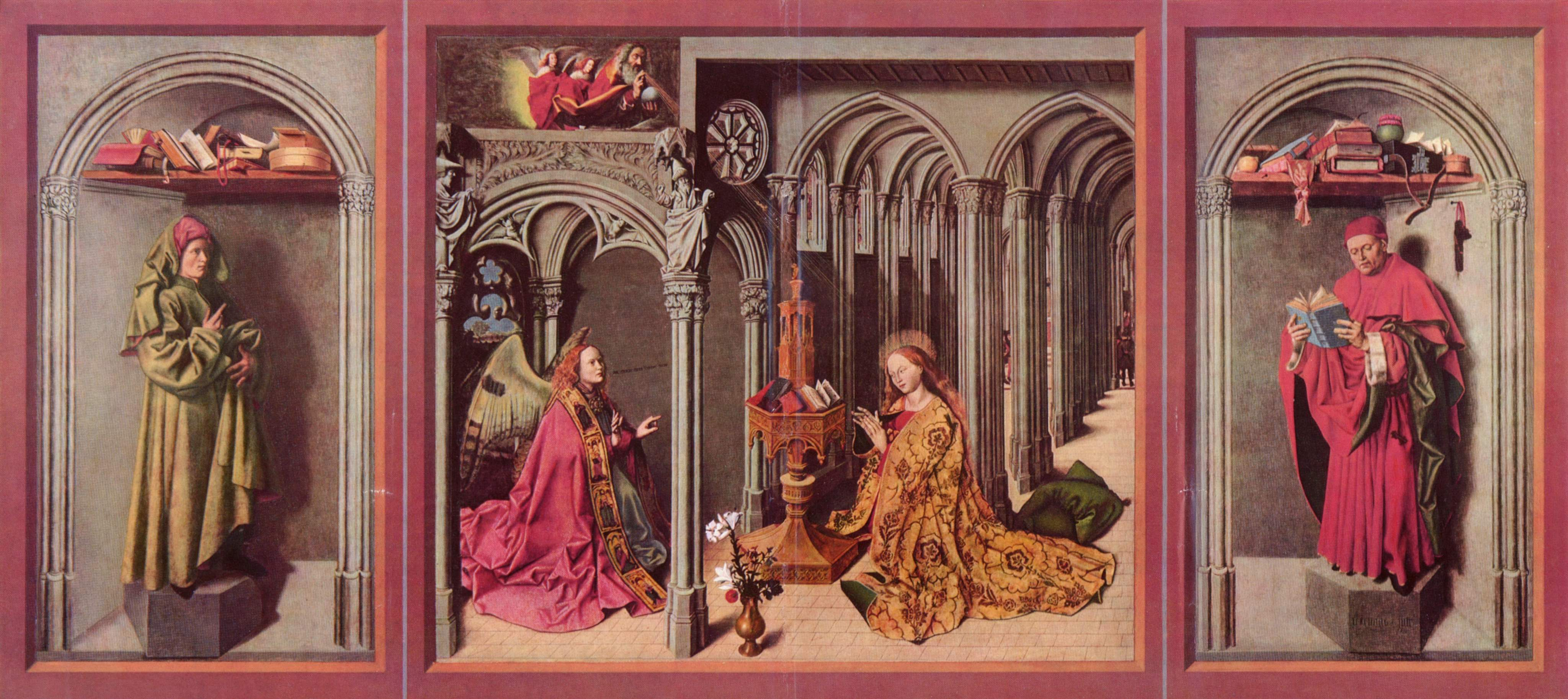
Zusammengesetztes Altarbild Verkündigung von Aix.

Im linken Seitenschiff der Kirche hängt die Verkündigung von Aix, die als wichtiges Werk der Schule von Avignon gilt. Sie wurde Mitte des 15. Jahrhunderts für die Kathedrale von Aix ausgeführt und weist deutlich Merkmale der niederländischen Malerei auf. Das Gemälde zeigt als Handlungsort eine gotische Kirche, in der der Erzengel Gabriel und die Muttergottes voreinander knien. Die Seitenflügel des dreigeteilten Altarbildes wurden im 17. Jahrhundert abgetrennt und gelangten ins Musée des Beaux-Arts nach Brüssel und ins Museum Boijmans Van Beuningen nach Amsterdam. Sie zeigen die Propheten Jeremia und Jesaja und konnten erst in neuerer Zeit zur Mitteltafel zugewiesen werden. Als Urheber des Werkes wurde lange Zeit ein prominenter Niederländer vermutet, etwa der „Meister von Flémalle“ (möglicherweise Robert Campin). Inzwischen geht man davon aus, dass es sich um eine Arbeit von Barthélemy d’Eyck handelt.
Weitere kostbare Schätze der Kirche sind ein Rubens zugeschriebenes Leinwandgemälde und eine Marmorskulptur der Heiligen Jungfrau.

## Orgel
Die Orgel wurde 1743 von dem Orgelbauer Jean-Esprit Isnard erbaut. Das Instrument hat 43 Register (ca. 3500 Pfeifen) auf drei Manualwerken und Pedalwerk.
| I Positif C–d3 |    |
| Bourdon        | 8′ |
| Montre         | 8′ |
| Prestant       | 4′ |
| Nazard         |    |
| Tierce         |    |
| Doublette      | 2′ |
| Larigot        | 1′ |
| Plein-Jeu VI   |    |
| Cromorne       | 8′ |
| Trompette      | 8′ |
| Clairon        | 4′ |

| II Grand Orgue C–d3 |     |
| Montre              | 16′ |
| Bourdon             | 16′ |
| Montre              | 8′  |
| Bourdon             | 8′  |
| Dessus Flûte        | 8′  |
| Prestant            | 4′  |
| Flûte               | 4′  |
| Doublette           | 2′  |
| Gros Nazard         |     |
| Grosse Tierce       |     |
| Cornet Dessus       |     |
| Plein Jeu IX        |     |
| Bombarde            | 16′ |
| Trompette I         | 8′  |
| Trompette II        | 8′  |
| Clairon             | 4′  |

| III Récit expressif C–d3 |    |
| Bourdon                  | 8′ |
| Flûte                    | 8′ |
| Principal                | 8′ |
| Octave                   | 4′ |
| Quarte                   | 2′ |
| Cymbale                  |    |
| Tierce                   |    |
| Voix Humaine             | 8′ |
| Hautbois                 | 8′ |
| Trompette                | 8′ |
| Clairon                  | 4′ |
| Cornet                   |    |

| Pédale C–f1 |     |
| Flûte       | 16  |
| Flûte       | 8   |
| Bombarde    | 16′ |
| Trompette   | 8′  |

- Koppeln: I/II, III/II, I/P, II/P, III/P